# Рафідофітові водорості
Рафідофітові водорості (Raphidophyta) — відділ водоростей, що містить єдиний клас Raphidophyceae. Об'єднує понад 50 видів з 10 родів, поширених у прісних водоймах та морях. До 1970-х років розглядався як клас Chloromonadophyceae, який об'єднували з криптофітовими або евгленовими.
Після відкриття страменопільного плану будови джгутикових мастигонем рафідофітових почали розглядати як примітивних страменопілів. Молекуляно-філогенетичні дослідження наприкінці 1990-х підтвердили обґрунтованість такої класифікації
Це одноклітинні джгутикові водорості, клітини без клітинної стінки. Джгутик розташований спереду клітини. Усі представники є фототрофами з численними хлоропластами, які містять хлорофіли a, c1 та/чи c2.

## Різноманіття
Виділяють 3 прісноводні роди Gonyostomum, Merotricha і Vacuolaria та 7 морських: Chattonella, Chlorinimonas, Fibrocapsa, Haramonas, Heterosigma, Psammamonasі Viridilobus.
Морські види містять фукоксантин (окрім Chlorinimonas sublosa), прісноводні його позбавлені.
Морські види мають економічне значення як токсичні для риб.